# W Barcelona
Le W Barcelona, populairement connu sous le nom catalan de La Vela (en français : La Voile) en raison de sa forme architecturale, œuvre de l'architecte Ricardo Bofill qui s'est inspiré du Burj al-Arab, est un hôtel du quartier de la Barceloneta, dans la ville de Barcelone, situé sur la plage de Sant Sebastià, dans le vieux port de Barcelone.

## Présentation
L'hôtel est géré par le groupe Marriott International. 
Il est situé sur la plage de Sant Sebastià, lieu historique des hippies à Barcelone, connue pour être la plage naturiste sous la transition démocratique puis sous la démocratie (avant la plage contemporaine Mar Bella, localisée plus au nord), notamment du public LGBT.